# George Paulus
George Paulus (* 23. April 1948 in Chicago, Illinois; † 15. November 2014 in Downers Grove, Illinois) war ein US-amerikanischer Blues-Produzent.
Er gründete und war langjähriger Betreiber der Blues- und Rockabilly-Plattenlabel Barrelhouse, Negro Rhythm und St. George Records.
| Personendaten    | Personendaten                     |
| ---------------- | --------------------------------- |
| NAME             | Paulus, George                    |
| KURZBESCHREIBUNG | US-amerikanischer Blues-Produzent |
| GEBURTSDATUM     | 23. April 1948                    |
| GEBURTSORT       | Chicago, Illinois                 |
| STERBEDATUM      | 15. November 2014                 |
| STERBEORT        | Downers Grove, Illinois           |